# Norashen (Gegharkunik)
Pour les articles homonymes, voir Norashen.
Norashen (en arménien Նորաշեն) est une communauté rurale du marz de Gegharkunik, en Arménie. Fondée en 1920, elle compte 532 habitants en 2008.